# Campeonato Mundial de Atletismo de 2009 - Heptatlo feminino
O heptatlo feminino do Campeonato Mundial de Atletismo de 2009 foi disputado entre 15 e 16 de agosto no Olympiastadion, em Berlim.

## Recordes
Antes desta competição, os recordes mundiais e do campeonato nesta prova eram os seguintes:
| Tipo                  | Atleta               | Pontos | Local | Data                   | Ref |
| --------------------- | -------------------- | ------ | ----- | ---------------------- | --- |
|                       | Jackie Joyner-Kersee | 7291   | Seul  | 24 de setembro de 1988 | ver |
| Recorde do campeonato | Jackie Joyner-Kersee | 7128   | Roma  | 1 de setembro de 1987  | ver |

## Medalhistas
| Ouro                | Prata                | Bronze               |
| Jessica Ennis (GBR) | Jennifer Oeser (GER) | Kamila Chudzik (POL) |

## Resultados

### 100 metros com barreiras
Os resultados da primeira prova foram os seguintes:
| Bateria 1 | Bateria 1             | Bateria 1 | Bateria 1 | Bateria 1            |
| Pos.      | Atleta                | Tempo     | Pontos    | Notas                |
| --------- | --------------------- | --------- | --------- | -------------------- |
| 1         | GBR Jessica Ennis     | 12.93     | 1135      |                      |
| 2         | BEL Sara Aerts        | 13.45     | 1058      |                      |
| 3         | POL Kamila Chudzik    | 13.50     | 1050      | Recorde da temporada |
| 4         | USA Diana Pickler     | 13.50     | 1050      |                      |
| 5         | UKR Hanna Melnychenko | 13.60     | 1036      |                      |
| 6         | GER Jennifer Oeser    | 13.62     | 1033      |                      |
| 7         | NED Yvonne Wisse      | 13.66     | 1027      | Recorde da temporada |
| 8         | LAT Aiga Grabuste     | 13.78     | 1010      |                      |

| Bateria 2 | Bateria 2                | Bateria 2 | Bateria 2 | Bateria 2            |
| Pos.      | Atleta                   | Tempo     | Pontos    | Notas                |
| --------- | ------------------------ | --------- | --------- | -------------------- |
| 1         | USA Bettie Wade          | 13.79     | 1008      | Recorde pessoal      |
| 2         | GER Lilli Schwarzkopf    | 13.80     | 1007      | Recorde da temporada |
| 3         | UKR Natallia Dobrynska   | 13.85     | 1000      | Recorde da temporada |
| 4         | USA Sharon Day           | 13.90     | 993       |                      |
| 5         | EST Kaie Kand            | 13.99     | 980       |                      |
| 6         | GRE Aryiró Stratáki      | 14.17     | 954       |                      |
| 7         | IND Sushmitha Singha Roy | 14.55     | 902       |                      |

| Bateria 3 | Bateria 3              | Bateria 3 | Bateria 3 | Bateria 3            |
| Pos.      | Atleta                 | Tempo     | Pontos    | Notas                |
| --------- | ---------------------- | --------- | --------- | -------------------- |
| 1         | GBR Louise Hazel       | 13.60     | 1036      | Recorde da temporada |
| 2         | POL Karolina Tyminska  | 13.67     | 1026      | Recorde da temporada |
| 3         | SWE Jessica Samuelsson | 13.96     | 984       | Recorde da temporada |
| 4         | GER Julia Mächtig      | 14.40     | 923       |                      |
| 5         | SWE Nadja Casadei      | 14.40     | 923       |                      |
| 6         | NOR Ida Marcussen      | 14.51     | 907       |                      |
| 7         | CZE Eliška Klucinová   | 14.89     | 856       |                      |

| Bateria 4 | Bateria 4              | Bateria 4 | Bateria 4 | Bateria 4            |
| Pos.      | Atleta                 | Tempo     | Pontos    | Notas                |
| --------- | ---------------------- | --------- | --------- | -------------------- |
| 1         | FRA Ida Djimou         | 13.44     | 1059      | Recorde pessoal      |
| 2         | RUS Tatyana Chernova   | 13.58     | 1039      | Recorde da temporada |
| 3         | UKR Lyudmyla Yosypenko | 13.64     | 1030      | Recorde pessoal      |
| 4         | CAN Brianne Theisen    | 13.69     | 1023      | Recorde pessoal      |
| 5         | SUI Linda Züblin       | 13.75     | 1014      | Recorde da temporada |
| 6         | FRA Marisa De Aniceto  | 13.78     | 1010      |                      |
| 7         | UZB Yuliya Tarasova    | 14.23     | 946       |                      |

### Salto em altura
Os resultados da segunda prova foram os seguintes:
| Grupo A | Grupo A                  | Grupo A | Grupo A | Grupo A              |
| Pos.    | Atleta                   | Altura  | Pontos  | Notas                |
| ------- | ------------------------ | ------- | ------- | -------------------- |
| 1       | CAN Brianne Theisen      | 1.77    | 941     | Recorde pessoal      |
| 1       | FRA Ida Djimou           | 1.77    | 941     | Recorde da temporada |
| 3       | POL Kamila Chudzik       | 1.74    | 903     |                      |
| 4       | EST Kaie Kand            | 1.71    | 867     |                      |
| 5       | GBR Louise Hazel         | 1.71    | 867     | Recorde pessoal      |
| 6       | POL Karolina Tyminska    | 1.71    | 867     |                      |
| 7       | GRE Aryiró Stratáki      | 1.71    | 867     |                      |
| 8       | NED Yvonne Wisse         | 1.68    | 830     |                      |
| 8       | SWE Nadja Casadei        | 1.68    | 830     |                      |
| 8       | SWE Jessica Samuelsson   | 1.68    | 830     |                      |
| 11      | UZB Yuliya Tarasova      | 1.68    | 830     |                      |
| 12      | NOR Ida Marcussen        | 1.65    | 795     |                      |
| 13      | IND Sushmitha Singha Roy | 1.62    | 759     |                      |
| 14      | SUI Linda Züblin         | 1.62    | 759     |                      |

| Grupo B | Grupo B                | Grupo B | Grupo B | Grupo B              |
| Pos.    | Atleta                 | Altura  | Pontos  | Notas                |
| ------- | ---------------------- | ------- | ------- | -------------------- |
| 1       | GBR Jessica Ennis      | 1.92    | 1132    | Recorde da temporada |
| 2       | USA Sharon Day         | 1.89    | 1093    |                      |
| 3       | UKR Lyudmyla Yosypenko | 1.86    | 1054    |                      |
| 4       | GER Julia Mächtig      | 1.83    | 1016    | Recorde pessoal      |
| 4       | UKR Hanna Melnychenko  | 1.83    | 1016    |                      |
| 6       | UKR Natallia Dobrynska | 1.83    | 1016    | Recorde da temporada |
| 7       | GER Jennifer Oeser     | 1.83    | 1016    | Recorde da temporada |
| 8       | USA Bettie Wade        | 1.80    | 978     |                      |
| 9       | FRA Marisa De Aniceto  | 1.77    | 941     |                      |
| 10      | USA Diana Pickler      | 1.77    | 941     |                      |
| 11      | GER Lilli Schwarzkopf  | 1.74    | 903     |                      |
| 12      | RUS Tatyana Chernova   | 1.74    | 903     |                      |
| 13      | CZE Eliška Klucinová   | 1.71    | 867     |                      |
| 14      | LAT Aiga Grabuste      | 1.71    | 867     |                      |
| 15      | BEL Sara Aerts         | 1.68    | 830     |                      |

### Arremesso de peso
Os resultados da terceira prova foram os seguintes:
| Grupo A | Grupo A                  | Grupo A   | Grupo A | Grupo A              |
| Pos.    | Atleta                   | Distância | Pontos  | Notas                |
| ------- | ------------------------ | --------- | ------- | -------------------- |
| 1       | UKR Hanna Melnychenko    | 13.70     | 774     | Recorde da temporada |
| 2       | USA Sharon Day           | 13.42     | 755     | Recorde pessoal      |
| 3       | CZE Eliška Klucinová     | 13.40     | 754     |                      |
| 4       | SUI Linda Züblin         | 13.16     | 738     | Recorde pessoal      |
| 5       | UKR Lyudmyla Yosypenko   | 13.01     | 728     |                      |
| 6       | GRE Aryiró Stratáki      | 12.93     | 723     |                      |
| 7       | EST Kaie Kand            | 12.83     | 716     |                      |
| 8       | NOR Ida Marcussen        | 12.71     | 708     |                      |
| 9       | RUS Tatyana Chernova     | 12.43     | 690     |                      |
| 10      | FRA Marisa De Aniceto    | 12.21     | 675     |                      |
| 11      | GBR Louise Hazel         | 11.62     | 636     |                      |
| 12      | IND Sushmitha Singha Roy | 11.15     | 605     |                      |
| 13      | CAN Brianne Theisen      | 11.07     | 600     |                      |
|         | BEL Sara Aerts           | DNS       |         |                      |

| Grupo B | Grupo B                | Grupo B   | Grupo B | Grupo B              |
| Pos.    | Atleta                 | Distância | Pontos  | Notas                |
| ------- | ---------------------- | --------- | ------- | -------------------- |
| 1       | UKR Natallia Dobrynska | 15.82     | 916     | Recorde da temporada |
| 2       | GER Julia Mächtig      | 15.21     | 875     |                      |
| 3       | POL Kamila Chudzik     | 15.10     | 868     | Recorde pessoal      |
| 4       | GER Jennifer Oeser     | 14.29     | 813     | Recorde pessoal      |
| 5       | GBR Jessica Ennis      | 14.14     | 803     | Recorde pessoal      |
| 6       | FRA Ida Djimou         | 14.04     | 797     |                      |
| 7       | POL Karolina Tyminska  | 13.75     | 777     |                      |
| 8       | SWE Jessica Samuelsson | 13.56     | 765     |                      |
| 9       | GER Lilli Schwarzkopf  | 13.43     | 756     |                      |
| 10      | LAT Aiga Grabuste      | 13.26     | 745     |                      |
| 11      | UZB Yuliya Tarasova    | 12.92     | 722     |                      |
| 12      | SWE Nadja Casadei      | 12.92     | 722     |                      |
| 13      | NED Yvonne Wisse       | 12.53     | 696     |                      |
| 14      | USA Diana Pickler      | 12.40     | 688     |                      |
|         | USA Bettie Wade        | NM        |         |                      |

### 200 metros
Os resultados da quarta prova foram os seguintes:
| Bateria 1 | Bateria 1              | Bateria 1 | Bateria 1 | Bateria 1            |
| Pos.      | Atleta                 | Tempo     | Pontos    | Notas                |
| --------- | ---------------------- | --------- | --------- | -------------------- |
| 1         | GBR Jessica Ennis      | 23.25     | 1054      | Recorde da temporada |
| 2         | UKR Lyudmyla Yosypenko | 23.86     | 994       |                      |
| 3         | POL Karolina Tyminska  | 23.87     | 993       |                      |
| 4         | UKR Hanna Melnychenko  | 24.11     | 970       | Recorde pessoal      |
| 5         | RUS Tatyana Chernova   | 24.13     | 968       |                      |
| 6         | CAN Brianne Theisen    | 24.62     | 922       |                      |
| 7         | SWE Jessica Samuelsson | 24.71     | 914       |                      |
| 8         | NED Yvonne Wisse       | 24.78     | 907       |                      |

| Bateria 2 | Bateria 2             | Bateria 2 | Bateria 2 | Bateria 2            |
| Pos.      | Atleta                | Tempo     | Pontos    | Notas                |
| --------- | --------------------- | --------- | --------- | -------------------- |
| 1         | USA Diana Pickler     | 24.75     | 910       | Recorde da temporada |
| 2         | SWE Nadja Casadei     | 24.92     | 894       | Recorde pessoal      |
| 3         | FRA Marisa De Aniceto | 25.32     | 858       |                      |
| 4         | NOR Ida Marcussen     | 25.59     | 833       |                      |
| 5         | GRE Aryiró Stratáki   | 25.93     | 803       |                      |
| 6         | EST Kaie Kand         | 26.07     | 791       |                      |
|           | GER Lilli Schwarzkopf | DNS       |           |                      |

| Bateria 3 | Bateria 3              | Bateria 3 | Bateria 3 | Bateria 3            |
| Pos.      | Atleta                 | Tempo     | Pontos    | Notas                |
| --------- | ---------------------- | --------- | --------- | -------------------- |
| 1         | GBR Louise Hazel       | 24.19     | 963       | Recorde da temporada |
| 2         | GER Jennifer Oeser     | 24.30     | 952       | Recorde pessoal      |
| 3         | POL Kamila Chudzik     | 24.33     | 949       | Recorde pessoal      |
| 4         | GER Julia Mächtig      | 24.39     | 944       | Recorde da temporada |
| 5         | UZB Yuliya Tarasova    | 24.60     | 924       |                      |
| 6         | UKR Natallia Dobrynska | 25.02     | 885       |                      |
| 7         | SUI Linda Züblin       | 25.04     | 883       |                      |

| Bateria 4 | Bateria 4                | Bateria 4 | Bateria 4 | Bateria 4            |
| Pos.      | Atleta                   | Tempo     | Pontos    | Notas                |
| --------- | ------------------------ | --------- | --------- | -------------------- |
| 1         | FRA Ida Djimou           | 24.83     | 902       | Recorde da temporada |
| 2         | USA Bettie Wade          | 24.98     | 889       | Recorde da temporada |
| 3         | USA Sharon Day           | 25.15     | 873       |                      |
| 4         | LAT Aiga Grabuste        | 25.49     | 842       |                      |
| 5         | IND Sushmitha Singha Roy | 25.65     | 828       |                      |
| 6         | CZE Eliška Klucinová     | 26.17     | 782       |                      |
|           | BEL Sara Aerts           | DNS       |           |                      |

### Salto em distância
Os resultados da quinta prova foram os seguintes:
| Grupo A | Grupo A                  | Grupo A   | Grupo A | Grupo A              |
| Pos.    | Atleta                   | Distância | Pontos  | Notas                |
| ------- | ------------------------ | --------- | ------- | -------------------- |
| 1       | LAT Aiga Grabuste        | 6.40      | 975     | Recorde da temporada |
| 2       | FRA Ida Djimou           | 6.32      | 949     | Recorde da temporada |
| 3       | EST Kaie Kand            | 5.99      | 846     | Recorde da temporada |
| 4       | FRA Marisa De Aniceto    | 5.97      | 840     |                      |
| 5       | SWE Jessica Samuelsson   | 5.90      | 819     |                      |
| 6       | GRE Aryiró Stratáki      | 5.87      | 810     |                      |
| 7       | NED Yvonne Wisse         | 5.87      | 810     |                      |
| 8       | CAN Brianne Theisen      | 5.82      | 795     |                      |
| 9       | CZE Eliška Klucinová     | 5.78      | 783     |                      |
| 10      | USA Sharon Day           | 5.69      | 756     |                      |
| 11      | SUI Linda Züblin         | 5.69      | 756     |                      |
| 12      | IND Sushmitha Singha Roy | 5.43      | 680     |                      |
|         | NOR Ida Marcussen        | NM        |         |                      |
|         | BEL Sara Aerts           | DNS       |         |                      |

| Grupo B | Grupo B                | Grupo B   | Grupo B | Grupo B              |
| Pos.    | Atleta                 | Distância | Pontos  | Notas                |
| ------- | ---------------------- | --------- | ------- | -------------------- |
| 1       | POL Kamila Chudzik     | 6.55      | 1023    | Recorde pessoal      |
| 2       | RUS Tatyana Chernova   | 6.50      | 1007    | Recorde da temporada |
| 3       | UKR Hanna Melnychenko  | 6.43      | 985     | Recorde pessoal      |
| 4       | GER Jennifer Oeser     | 6.42      | 981     |                      |
| 5       | UKR Natallia Dobrynska | 6.41      | 978     |                      |
| 6       | GER Julia Mächtig      | 6.36      | 962     |                      |
| 7       | GBR Jessica Ennis      | 6.29      | 940     |                      |
| 8       | USA Diana Pickler      | 6.24      | 924     | Recorde da temporada |
| 9       | UZB Yuliya Tarasova    | 6.23      | 921     |                      |
| 10      | UKR Lyudmyla Yosypenko | 6.20      | 912     |                      |
| 11      | USA Bettie Wade        | 6.18      | 905     |                      |
| 12      | GBR Louise Hazel       | 6.13      | 890     |                      |
| 13      | SWE Nadja Casadei      | 5.78      | 783     |                      |
|         | GER Lilli Schwarzkopf  | DNS       |         |                      |
|         | POL Karolina Tyminska  | DNS       |         |                      |

### Lançamento de dardo
Os resultados da sexta prova foram os seguintes:
| Grupo A | Grupo A                | Grupo A   | Grupo A | Grupo A          |
| Pos.    | Atleta                 | Distância | Pontos  | Notas            |
| ------- | ---------------------- | --------- | ------- | ---------------- |
| 1       | SUI Linda Züblin       | 53.91     | 919     | Recorde nacional |
| 2       | NOR Ida Marcussen      | 50.02     | 861     |                  |
| 3       | POL Kamila Chudzik     | 48.72     | 835     |                  |
| 4       | FRA Marisa De Aniceto  | 48.39     | 829     | Recorde pessoal  |
| 5       | FRA Ida Djimou         | 47.93     | 820     |                  |
| 6       | UKR Lyudmyla Yosypenko | 46.87     | 800     |                  |
| 7       | CAN Brianne Theisen    | 43.84     | 741     |                  |
| 8       | GBR Jessica Ennis      | 43.54     | 735     |                  |
| 9       | LAT Aiga Grabuste      | 43.52     | 735     |                  |
| 10      | UKR Natallia Dobrynska | 43.29     | 731     |                  |
| 11      | UKR Hanna Melnychenko  | 42.27     | 710     |                  |
| 12      | RUS Tatyana Chernova   | 41.88     | 703     |                  |
| 13      | CZE Eliška Klucinová   | 41.19     | 690     |                  |
| 14      | GER Julia Mächtig      | 40.70     | 681     |                  |
|         | GER Lilli Schwarzkopf  | DNS       |         |                  |

| Grupo B | Grupo B                  | Grupo B   | Grupo B | Grupo B              |
| Pos.    | Atleta                   | Distância | Pontos  | Notas                |
| ------- | ------------------------ | --------- | ------- | -------------------- |
| 1       | GER Jennifer Oeser       | 46.60     | 796     | Recorde da temporada |
| 2       | USA Sharon Day           | 44.14     | 747     | Recorde pessoal      |
| 3       | GBR Louise Hazel         | 43.51     | 735     |                      |
| 4       | GRE Aryiró Stratáki      | 42.87     | 722     |                      |
| 5       | USA Diana Pickler        | 41.13     | 689     |                      |
| 6       | UZB Yuliya Tarasova      | 40.88     | 684     |                      |
| 7       | EST Kaie Kand            | 37.68     | 623     |                      |
| 8       | SWE Jessica Samuelsson   | 37.15     | 613     | Recorde da temporada |
| 9       | USA Bettie Wade          | 36.70     | 604     | Recorde pessoal      |
| 10      | IND Sushmitha Singha Roy | 36.03     | 591     |                      |
| 11      | NED Yvonne Wisse         | 33.82     | 549     |                      |
| 12      | SWE Nadja Casadei        | 32.30     | 520     |                      |
|         | BEL Sara Aerts           | DNS       |         |                      |
|         | POL Karolina Tyminska    | DNS       |         |                      |

### 800 metros
Os resultados da sétima prova foram os seguintes:
| Bateria 1 | Bateria 1                | Bateria 1 | Bateria 1 | Bateria 1 |
| Pos.      | Atleta                   | Tempo     | Pontos    | Notas     |
| --------- | ------------------------ | --------- | --------- | --------- |
| 1         | SWE Nadja Casadei        | 2:12.66   | 926       |           |
| 2         | NOR Ida Marcussen        | 2:13.81   | 910       |           |
| 3         | NED Yvonne Wisse         | 2:15.58   | 885       |           |
| 4         | CZE Eliška Klucinová     | 2:23.79   | 773       |           |
| 5         | USA Bettie Wade          | 2:25.50   | 750       |           |
| 6         | IND Sushmitha Singha Roy | 2:36.13   | 618       |           |

| Bateria 2 | Bateria 2              | Bateria 2 | Bateria 2 | Bateria 2       |
| Pos.      | Atleta                 | Tempo     | Pontos    | Notas           |
| --------- | ---------------------- | --------- | --------- | --------------- |
| 1         | SWE Jessica Samuelsson | 2:10.34   | 960       |                 |
| 2         | EST Kaie Kand          | 2:11.92   | 937       |                 |
| 3         | CAN Brianne Theisen    | 2:12.62   | 927       | Recorde pessoal |
| 4         | GRE Aryiró Stratáki    | 2:16.72   | 869       |                 |
| 5         | SUI Linda Züblin       | 2:17.01   | 865       |                 |
| 6         | UZB Yuliya Tarasova    | 2:35.05   | 631       |                 |

| Bateria 3 | Bateria 3             | Bateria 3 | Bateria 3 | Bateria 3            |
| Pos.      | Atleta                | Tempo     | Pontos    | Notas                |
| --------- | --------------------- | --------- | --------- | -------------------- |
| 1         | RUS Tatyana Chernova  | 2:09.11   | 978       | Recorde da temporada |
| 2         | USA Sharon Day        | 2:13.84   | 909       |                      |
| 3         | FRA Marisa De Aniceto | 2:14.80   | 896       |                      |
| 4         | USA Diana Pickler     | 2:15.60   | 884       | Recorde pessoal      |
| 5         | GBR Louise Hazel      | 2:15.85   | 881       | Recorde pessoal      |
| 6         | LAT Aiga Grabuste     | 2:17.43   | 859       | Recorde da temporada |

| Bateria 4 | Bateria 4              | Bateria 4 | Bateria 4 | Bateria 4            |
| Pos.      | Atleta                 | Tempo     | Pontos    | Notas                |
| --------- | ---------------------- | --------- | --------- | -------------------- |
| 1         | GBR Jessica Ennis      | 2:12.22   | 932       |                      |
| 2         | UKR Hanna Melnychenko  | 2:12.85   | 923       | Recorde pessoal      |
| 3         | UKR Natallia Dobrynska | 2:13.22   | 918       |                      |
| 4         | GER Jennifer Oeser     | 2:14.34   | 902       |                      |
| 5         | UKR Lyudmyla Yosypenko | 2:14.64   | 898       | Recorde da temporada |
| 6         | GER Julia Mächtig      | 2:17.07   | 864       |                      |
| 7         | FRA Ida Djimou         | 2:17.72   | 855       | Recorde da temporada |
| 8         | POL Kamila Chudzik     | 2:18.58   | 843       |                      |

## Classificação

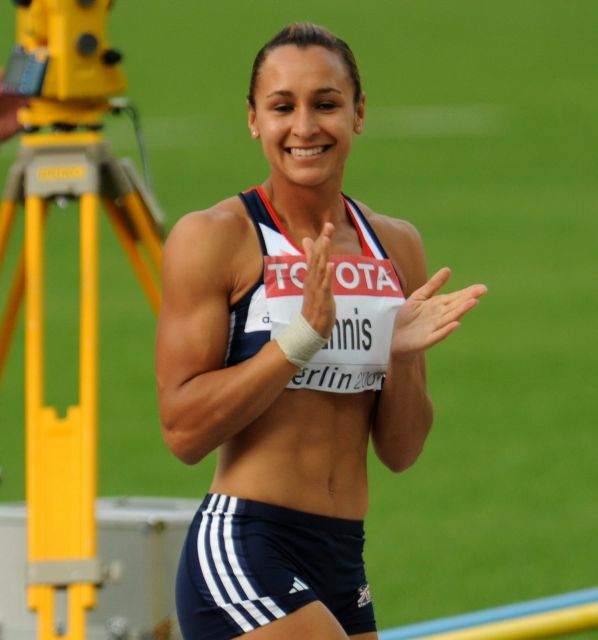
Jessica Ennis, campeã do heptatlo.

Classificação final após sete eventos:
| Pos.              | Atleta                         | Pontos | Notas                |
| ----------------- | ------------------------------ | ------ | -------------------- |
| Medalha de ouro   | GBR Jessica Ennis              | 6731   |                      |
| Medalha de prata  | GER Jennifer Oeser             | 6493   | Recorde pessoal      |
| Medalha de bronze | POL Kamila Chudzik             | 6471   | Recorde da temporada |
| 4                 | UKR Natallia Dobrynska         | 6444   |                      |
| 5                 | UKR Lyudmyla Yosypenko         | 6416   | Recorde pessoal      |
| 6                 | UKR Hanna Melnychenko          | 6414   |                      |
| 7                 | FRA Ida Antoinette Nana Djimou | 6323   | Recorde pessoal      |
| 8                 | RUS Tatyana Chernova           | 6288   |                      |
| 9                 | GER Julia Mächtig              | 6265   |                      |
| 10                | USA Sharon Day                 | 6126   |                      |
| 11                | USA Diana Pickler              | 6086   |                      |
| 12                | FRA Marisa De Aniceto          | 6049   |                      |
| 13                | LAT Aiga Grabuste              | 6033   |                      |
| 14                | GBR Louise Hazel               | 6008   |                      |
| 15                | CAN Brianne Theisen            | 5949   |                      |
| 16                | SUI Linda Züblin               | 5934   |                      |
| 17                | SWE Jessica Samuelsson         | 5885   |                      |
| 18                | EST Kaie Kand                  | 5760   |                      |
| 19                | GRE Aryiró Stratáki            | 5748   |                      |
| 20                | NED Yvonne Wisse               | 5704   |                      |
| 21                | UZB Yuliya Tarasova            | 5658   |                      |
| 22                | SWE Nadja Casadei              | 5598   |                      |
| 23                | CZE Eliška Klucinová           | 5505   |                      |
| 24                | USA Bettie Wade                | 5134   |                      |
| 25                | NOR Ida Marcussen              | 5014   |                      |
| 26                | IND Sushmitha Singha Roy       | 4983   |                      |
|                   | POL Karolina Tyminska          | DNF    |                      |
|                   | BEL Sara Aerts                 | DNF    |                      |
|                   | GER Lilli Schwarzkopf          | DNF    |                      |

Legenda
| Recorde mundial       | Recorde mundial (World record)               |                       | Recorde africano                      | Recorde africano (African) |                                           | Q | Classificado por posição (Qualified) |
| Recorde do campeonato | Recorde do campeonato (Championship record)  | Recorde da América    | Recorde da América (Americas)         | q                          | Classificado por melhor tempo (Qualified) |   |                                      |
| Melhor marca do ano   | Melhor marca do ano (World leading)          | Recorde asiático      | Recorde asiático (Asian)              | DNS                        | Não largou (Did not start)                |   |                                      |
| Recorde nacional      | Recorde nacional (National record)           | Recorde europeu       | Recorde europeu (European)            | DNF                        | Não terminou (Did not finish)             |   |                                      |
| Recorde pessoal       | Recorde pessoal do atleta (Personal best)    | Recorde da Oceania    | Recorde da Oceania (Oceania)          | DSQ / DQ                   | Desclassificado (Disqualified)            |   |                                      |
| Recorde da temporada  | Recorde da temporada do atleta (Season best) | Recorde sul-americano | Recorde sul-americano (South America) | NM                         | Sem marca (No mark)                       |   |                                      |